# 210 км
210 км (рос. 210 км) — селище у складі Промишленнівського округу Кемеровської області, Росія.

## Населення
Населення — 3 особи (2010; 6 у 2002).
Національний склад (станом на 2002 рік):
- росіяни — 100 %